# Triphosa haesitata
Triphosa haesitata là một loài bướm đêm trong họ Geometridae.